# Hiéroglyphe égyptien R8A
Les Trois oriflammes en hiéroglyphes égyptiens, ne sont pas classifiés dans la liste de Gardiner originale ; cet hiéroglyphe est noté R8A.

## Représentation
Il représente la combinaison en monogramme de trois mât à oriflamme (hiéroglyphe R8). Il est translittéré nṯrw. 

## Utilisation
| R8 |

| R8 |

| R8A |

| R8A |

Voir les hiéroglyphes :
| R8 |

| R8 |

| R9 |

| R9 |

| R10 |

| R10 |